# دانداسانا

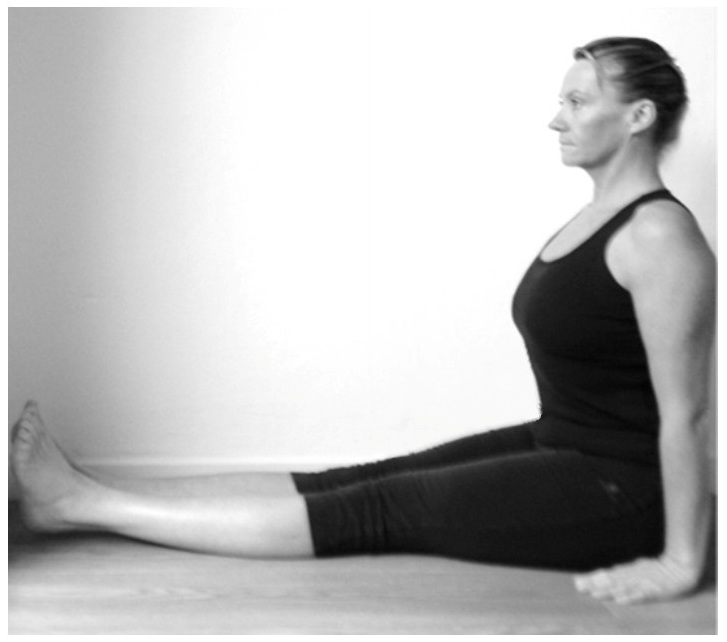
دانداسانا

دانداسانا (سانسکریت: दण्डासन ; IAST: Daṇḍāsana) یا Staff Pose «نشستن صحیح» یک آسانای نشسته در یوگای مدرن به عنوان ورزش است.

## ریشه‌شناسی
این نام از کلمات سانسکریت दण्ड daṇḍa به معنای «چوب» و आसन āsana به معنای «حالت» گرفته شده‌است.
این حالت در متون هاتا یوگای قرون وسطایی یافت نمی‌شود.

## شرح
این آسانا از حالت نشسته با پاهای کشیده به جلو شروع می‌شود. کف دست‌ها در دو طرف بدن روی زمین قرار گیرند. بالاتنه باید از تاج سر به سمت بالا امتداد داشته باشد و پشت باید کاملاً عمود بر زمین باشد. پاها باید به هم فشرده شوند و انگشتان پا باید به سمت داخل و به سمت بدن باشند. حتی ممکن است بتوان با فعال کردن عضلات پا، بین پاشنه و زمین فاصله ایجاد کرد.